# Доджер-Стедіум
Доджер-стедіум (англ. Dodger Stadium) – бейсбольний стадіон в місті Лос-Анджелес, Каліфорнія. Домашня арена команди Національної ліги MLB Лос-Анджелес Доджерс. Доджерс Стедіум є третім найстаршим стадіоном в MLB після Фенвей Парк та Ріглі Філд. Також це найбільший стадіон в MLB, його місткість складає 56,000 глядачів. Вважається одним з найкомфортніших стадіонів для пітчерів.

## Історія
З самого початку команда Доджерс розташовувалась у Брукліні, та протягом 44 сезонів проводила свої матчі на місцевому стадіоні Ebbets Field. Згодом у 1950 році Волтер О’Маллі придбав команду та почав шукати варіанти для будівництва нового стадіону. Однак місцеві політики відмовили йому в цих планах. В цей період часу міста на західному узбережжі США зростали великими темпами, в тому числі Лос-Анджелес. Після сезону 1957 року Доджерс, так само як і Джаєнтс вирішили переїхати на захід у Лос-Анджелес та Сан-Франциско відповідно. Переїзд до Лос-Анджелесу потребував будівництва нового стадіону. У 1958 році міська влада погодилась виділити 352 акри землі в обмін на те що власник збудує стадіон за власний кошт. 10  квітня 1962 року Доджерс зіграли свій перший матч на новій арені проти Цинцинаті Редс за підтримки 52,000 глядачів. Доджерс Стедіум був домашньою ареною і для Лос-Анджелес Енджелс, поки ті у 1966 не переїхали до Анахайму. 
За час гри на цьому стадіоні Доджерс виграли чотири Світові серії, 17 титулів Національної ліги. У 1980 приймав Матч всіх зірок МЛБ.

## Розміри поля
- Left Field – 330 ft (101 m)
- Medium Left-Center – 360 ft (110 m)
- True Left-Center – 375 ft (114 m)
- Center Field – 395 ft (120 m)
- True Center Field – 400 ft (122 m)
- True Right-Center – 375 ft (114 m)
- Medium Right-Center – 360 ft (110 m)
- Right Field – 330 ft (101 m)
- Backstop – 55 ft (17 m)

## Появи у фільмах
Доджер Стедуім з’являвся в епізодах таких фільмів: Голий пістолет (1988), Форсаж (2001), Ядро Землі / The Core (2003), Повернення Супермена (2006), Трансформери (2007), Рок на віки (2012)

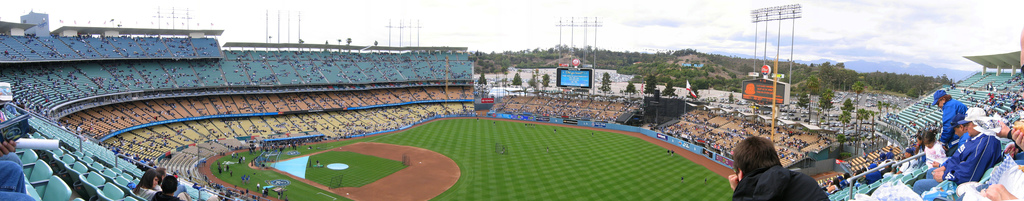
Панорама стадіону.

## Галерея

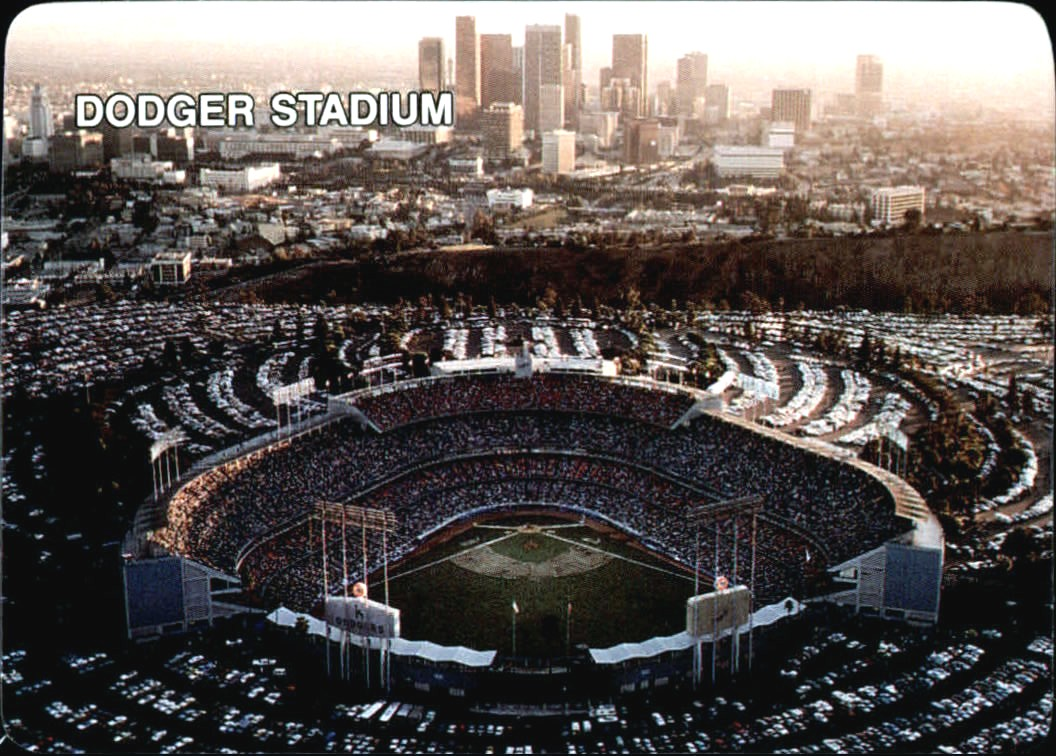
Доджер Стедіум 1987
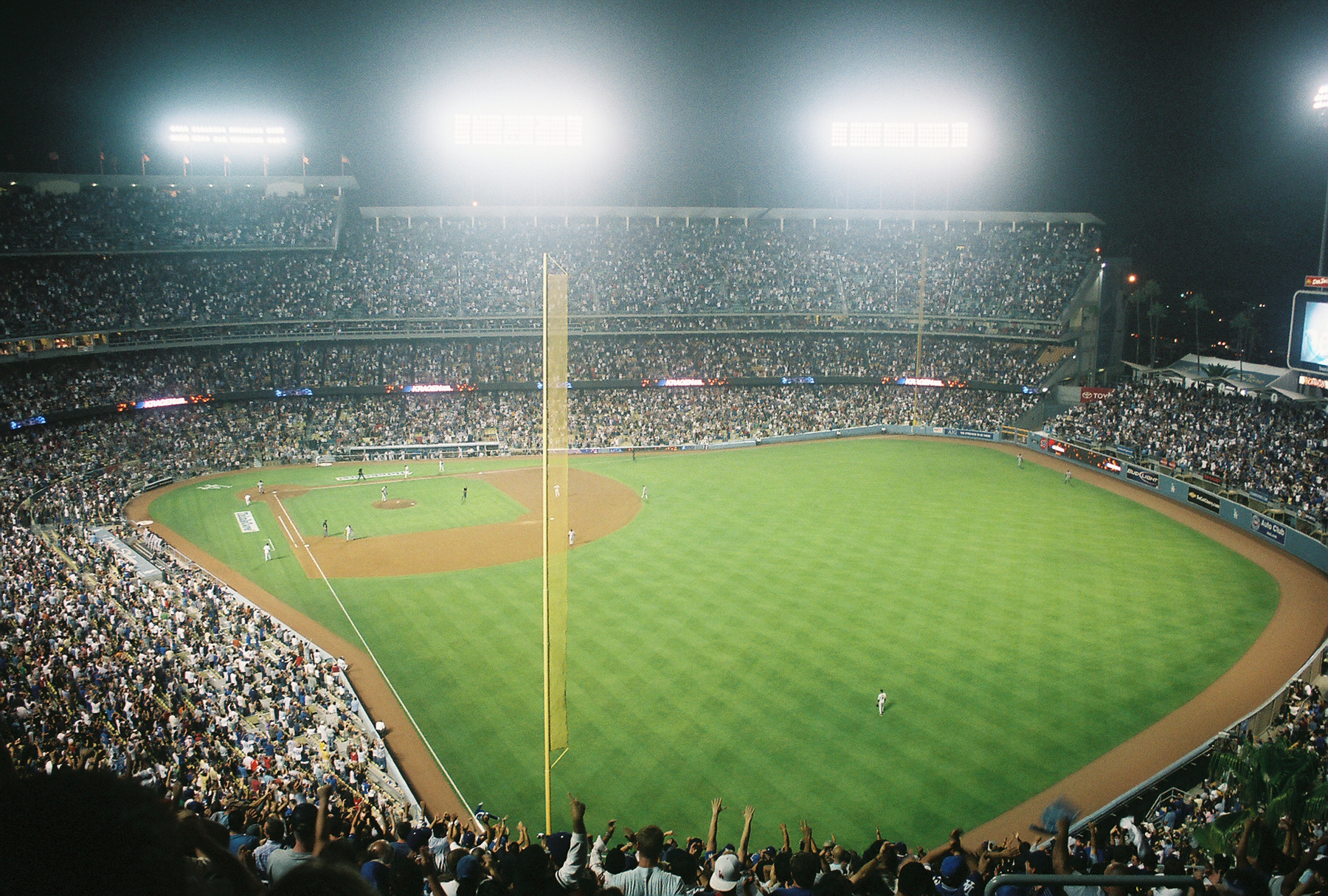
Доджер Стедіум 1 серпня 2007
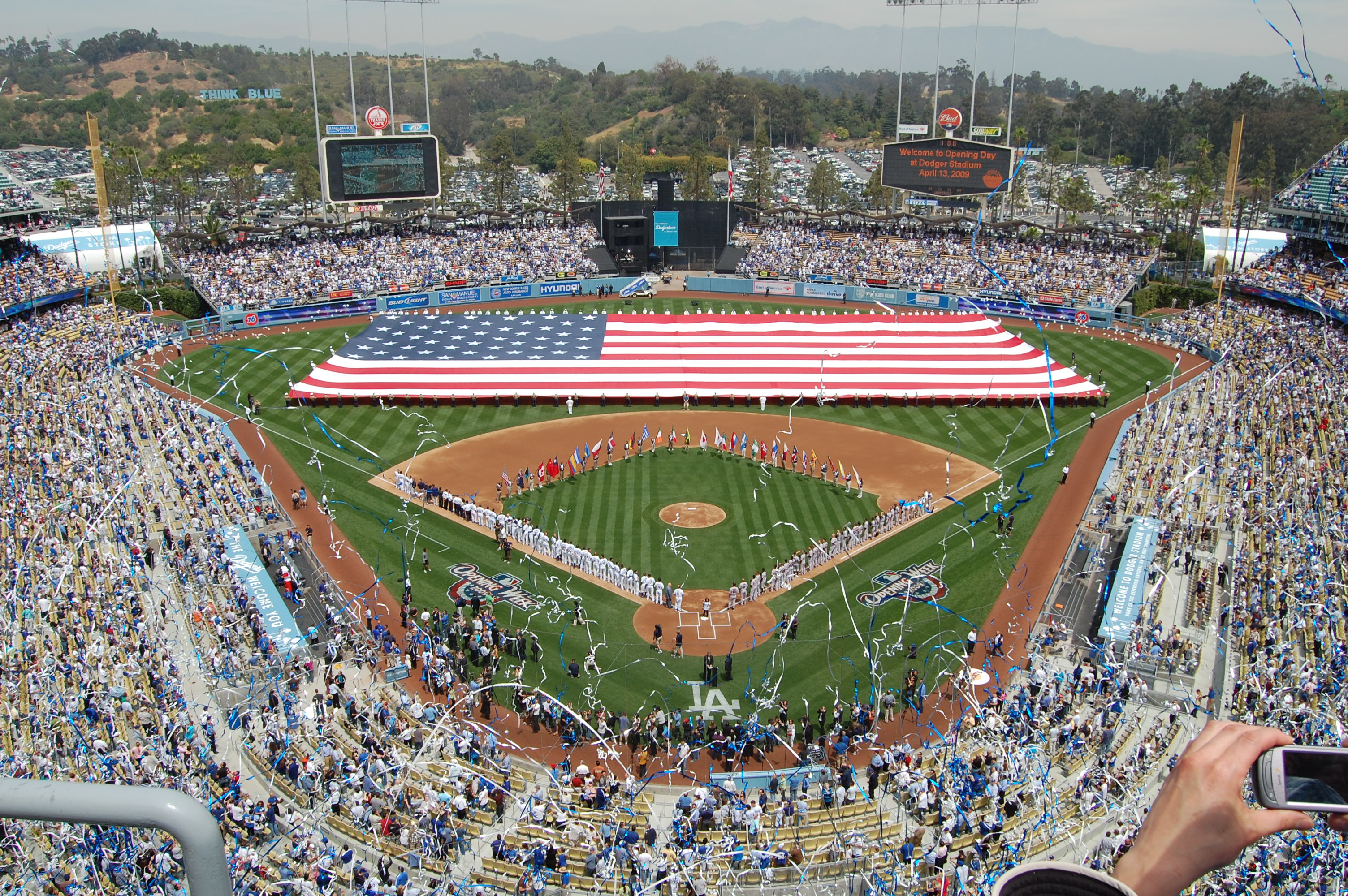
Матч відкриття сезону 2009
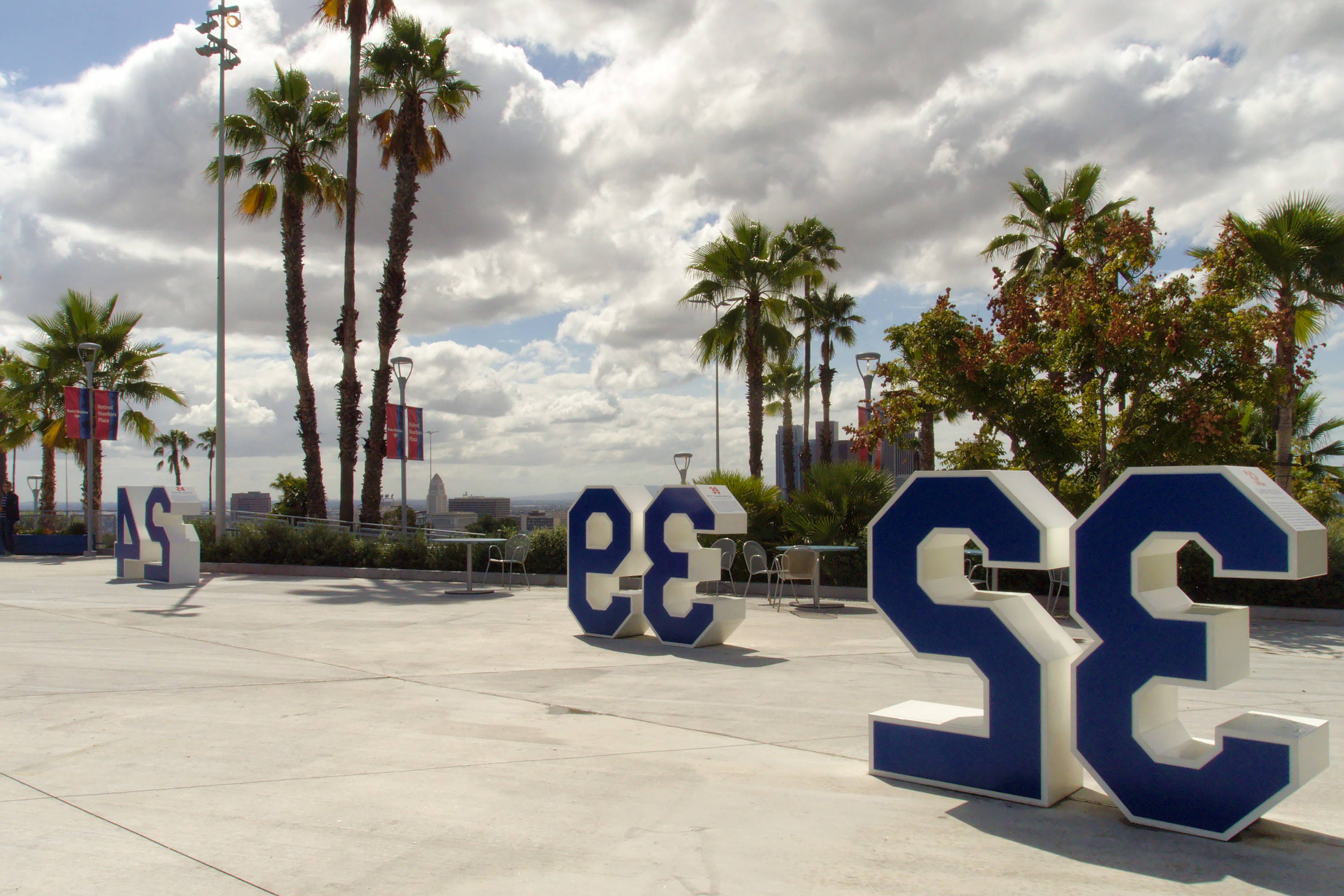
Увіковічнені клубні номери біля стадіону